# SP-251
A SP-251 é uma rodovia transversal do estado de São Paulo, administrada pelo Departamento de Estradas de Rodagem do Estado de São Paulo (DER-SP).

## Denominações
Recebe as seguintes denominações em seu trajeto:
Nome:	Chico Landi, Rodovia
- De - até:	São Manuel - Avaré
- Legislação:	LEI 7.569 DE 20/11/91

Nome:	Sem denominação
- De - até:	SP-225 (Jaú) - São Manuel

## Descrição
Em quase a sua totalidade é de terra, e em alguns trechos coincide com a rodovia asfaltada SP-255, ligando Avaré a Jaú, passando por Pratânia, São Manuel e Barra Bonita. Ela tem no trecho até São Manuel mais ou menos 58 quilômetros, enquanto a SP-255 (asfaltada) no mesmo trecho com mais ou menos 55 quilômetros. No total são cerca de 110 quilômetros até a cidade de Jaú.
Principais pontos de passagem: SP 255 - Avaré - São Manuel - Jaú - SP 225

## Características

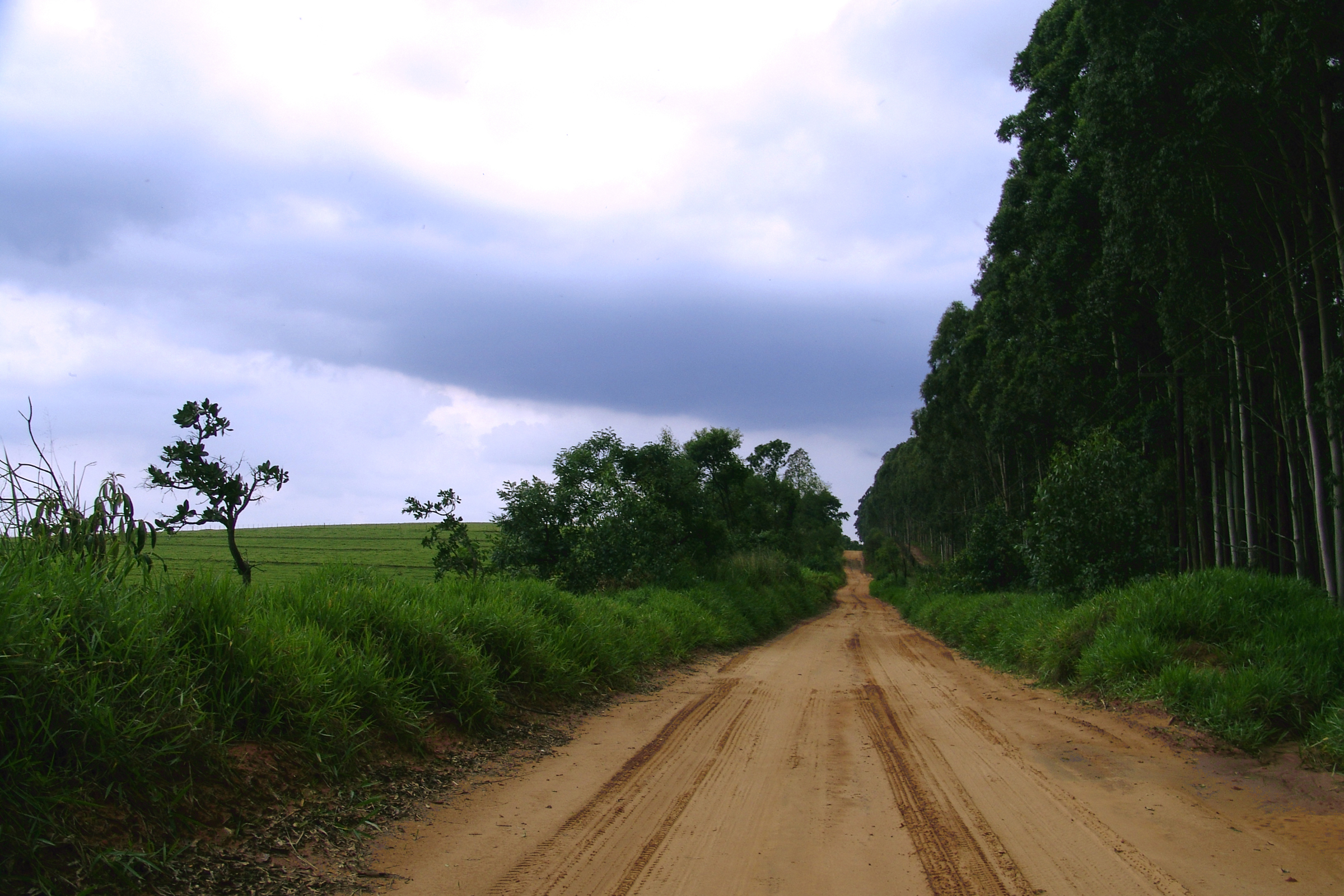
Trecho da SP-251.

### Extensão
- Km Inicial: 5,980
- Km Final: 61,220

### Municípios atendidos
- Avaré
- Botucatu
- Pratânia
- São Manuel